# Marambat
Marambat (Maramvath en gascon) est une commune française située dans le centre du département du Gers en région Occitanie. Les habitants sont les Marambatais et les Marambataises. Sur le plan historique et culturel, la commune est dans le Pays d'Auch, un territoire céréalier et viticole qui s'est également constitué en pays au sens aménagement du territoire en 2003.
Exposée à un climat océanique altéré, elle est drainée par l'Osse, la Bèze et par divers autres petits cours d'eau.
Marambat est une commune rurale qui compte 424 habitants en 2022, après avoir connu une forte hausse de la population depuis 1962. Elle est dans l'agglomération de Vic-Fezensac et fait partie de l'aire d'attraction de Vic-Fezensac. Ses habitants sont appelés les Marambatais ou  Marambataises.

## Géographie

### Localisation
La commune de Marambat est située à 2 km de Vic-Fezensac (chef-lieu de canton), 30 km d'Auch, 70 km d'Agen et de Tarbes et 90 km de Toulouse.

### Communes limitrophes
Les communes limitrophes sont  Rozès, Saint-Paul-de-Baïse et Vic-Fezensac.
|              |          | Rozès               |
|              | Marambat | Saint-Paul-de-Baïse |
| Vic-Fezensac |          |                     |

La commune de Vic-Fezensac entoure le territoire communal sur les trois quarts de son périmètre.

### Géologie et relief
Marambat se situe en zone de sismicité 1 (sismicité très faible).

### Hydrographie

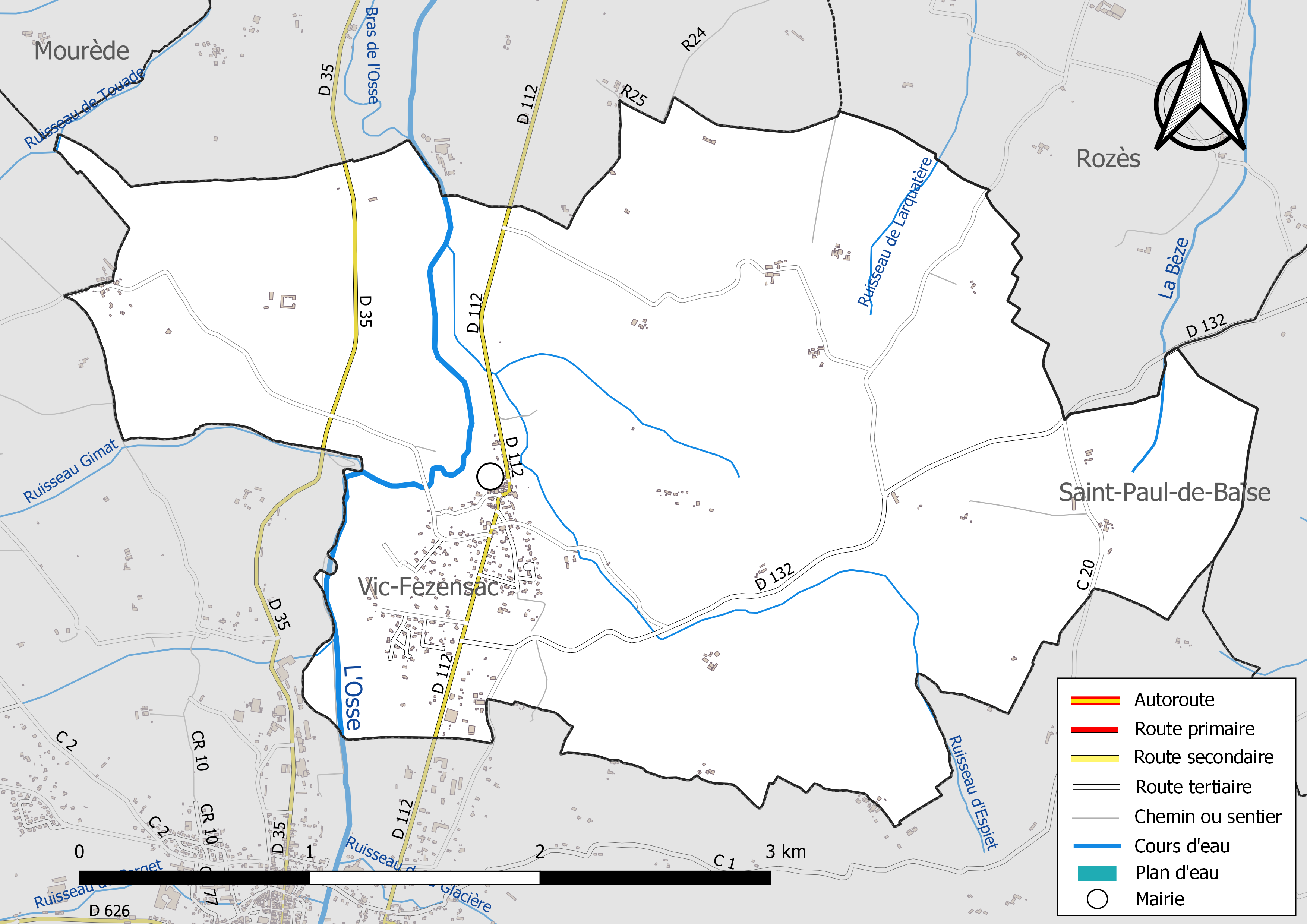
Réseaux hydrographique et routier de Marambat.

La commune est dans le bassin de la Garonne, au sein du bassin hydrographique Adour-Garonne. Elle est drainée par l'Osse, la Bèze, le ruisseau de Larquatère, le ruisseau d'Espiet, le ruisseau de Touade, le ruisseau Gimat et par deux petits cours d'eau, qui constituent un réseau hydrographique de 10 km de longueur totale,.
L'Osse, d'une longueur totale de 120,3 km, prend sa source dans la commune de Bernadets-Debat et s'écoule vers le nord. Il traverse la commune et se jette dans la Gélise à Andiran, après avoir traversé 36 communes.

### Climat
Pour des articles plus généraux, voir Climat de l'Occitanie et Climat du Gers.
En 2010, le climat de la commune est de type climat du Bassin du Sud-Ouest, selon une étude s'appuyant sur une série de données couvrant la période 1971-2000. En 2020, Météo-France publie une typologie des climats de la France métropolitaine dans laquelle la commune est exposée à un climat océanique altéré et est dans la région climatique Aquitaine, Gascogne, caractérisée par une pluviométrie abondante au printemps, modérée en automne, un faible ensoleillement au printemps, un été chaud (19,5 °C), des vents faibles, des brouillards fréquents en automne et en hiver et des orages fréquents en été (15 à 20 jours).
Pour la période 1971-2000, la température annuelle moyenne est de 13,4 °C, avec une amplitude thermique annuelle de 15,2 °C. Le cumul annuel moyen de précipitations est de 815 mm, avec 9,9 jours de précipitations en janvier et 6,4 jours en juillet. Pour la période 1991-2020, la température moyenne annuelle observée sur la station météorologique la plus proche, située sur la commune de Beaucaire à 9 km à vol d'oiseau, est de 13,8 °C et le cumul annuel moyen de précipitations est de 775,9 mm,. Pour l'avenir, les paramètres climatiques de la commune estimés pour 2050 selon différents scénarios d'émission de gaz à effet de serre sont consultables sur un site dédié publié par Météo-France en novembre 2022.

### Milieux naturels et biodiversité
Aucun espace naturel présentant un intérêt patrimonial n'est recensé sur la commune dans l'inventaire national du patrimoine naturel,,.

## Urbanisme

### Typologie
Au 1er janvier 2024, Marambat est catégorisée bourg rural, selon la nouvelle grille communale de densité à sept niveaux définie par l'Insee en 2022.
Elle appartient à l'unité urbaine de Vic-Fezensac, une agglomération intra-départementale regroupant deux  communes, dont elle est une commune de la banlieue,,. Par ailleurs la commune fait partie de l'aire d'attraction de Vic-Fezensac, dont elle est une commune du pôle principal,. Cette aire, qui regroupe 11 communes, est catégorisée dans les aires de moins de 50 000 habitants,.

### Occupation des sols
L'occupation des sols de la commune, telle qu'elle ressort de la base de données européenne d’occupation biophysique des sols Corine Land Cover (CLC), est marquée par l'importance des territoires agricoles (93,3 % en 2018), une proportion sensiblement équivalente à celle de 1990 (94,1 %). La répartition détaillée en 2018 est la suivante : 
terres arables (66,6 %), zones agricoles hétérogènes (23,2 %), zones urbanisées (3,6 %), prairies (3,5 %), forêts (2,6 %), zones industrielles ou commerciales et réseaux de communication (0,5 %). L'évolution de l’occupation des sols de la commune et de ses infrastructures peut être observée sur les différentes représentations cartographiques du territoire : la carte de Cassini (XVIIIe siècle), la carte d'état-major (1820-1866) et les cartes ou photos aériennes de l'IGN pour la période actuelle (1950 à aujourd'hui).

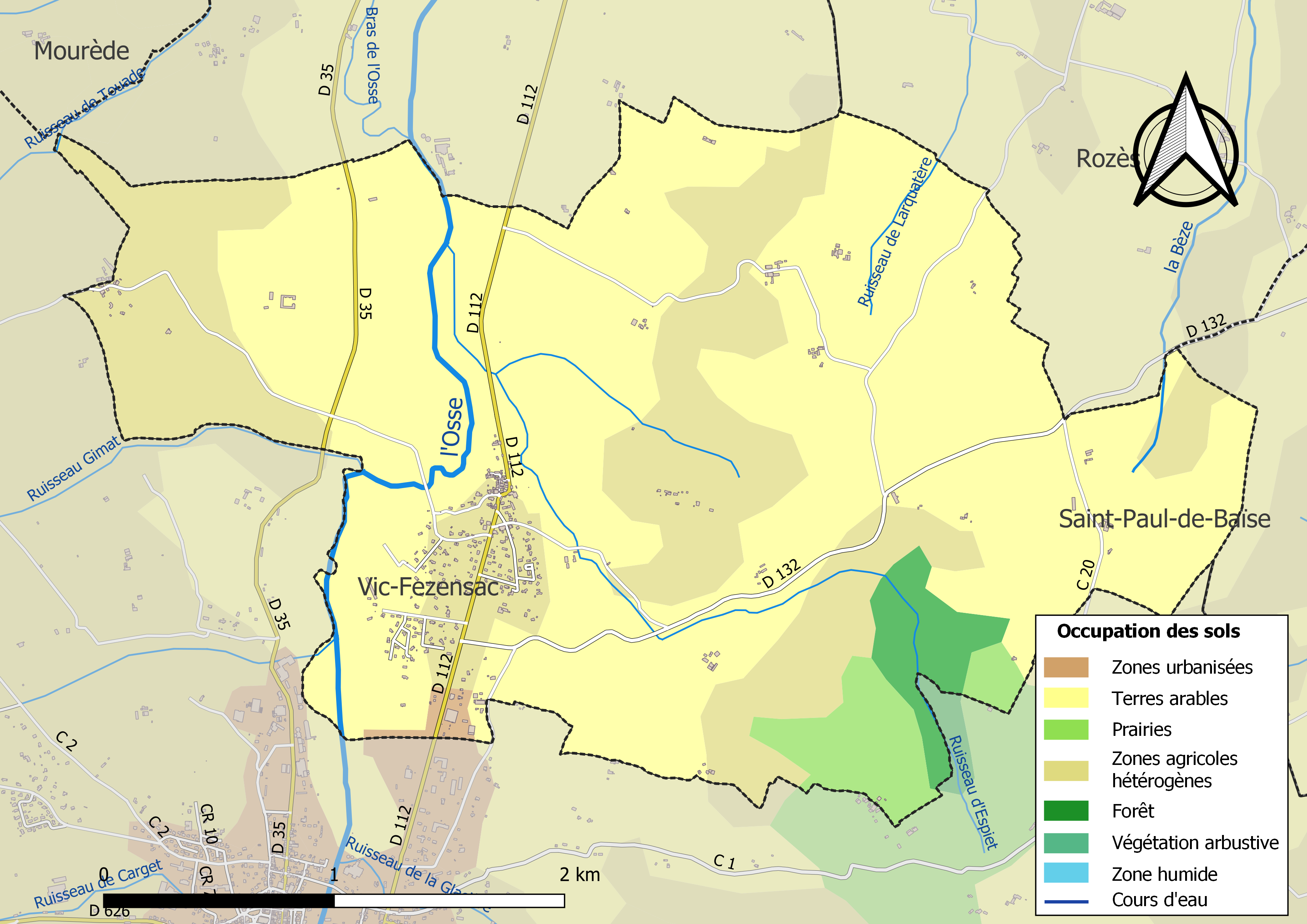
Carte des infrastructures et de l'occupation des sols de la commune en 2018 (CLC).

### Voies de communication et transports
La commune est traversée par les RD 35, 112 et 132.

### Risques majeurs
Le territoire de la commune de Marambat est vulnérable à différents aléas naturels : météorologiques (tempête, orage, neige, grand froid, canicule ou sécheresse), inondations et séisme (sismicité très faible). Un site publié par le BRGM permet d'évaluer simplement et rapidement les risques d'un bien localisé soit par son adresse soit par le numéro de sa parcelle.
Certaines parties du territoire communal sont susceptibles d’être affectées par le risque d’inondation par débordement de cours d'eau, notamment l'Osse. La cartographie des zones inondables en ex-Midi-Pyrénées réalisée dans le cadre du XIe Contrat de plan État-région, visant à informer les citoyens et les décideurs sur le risque d’inondation, est accessible sur le site de la DREAL Occitanie. La commune a été reconnue en état de catastrophe naturelle au titre des dommages causés par les inondations et coulées de boue survenues en 1999, 2009 et 2015,.

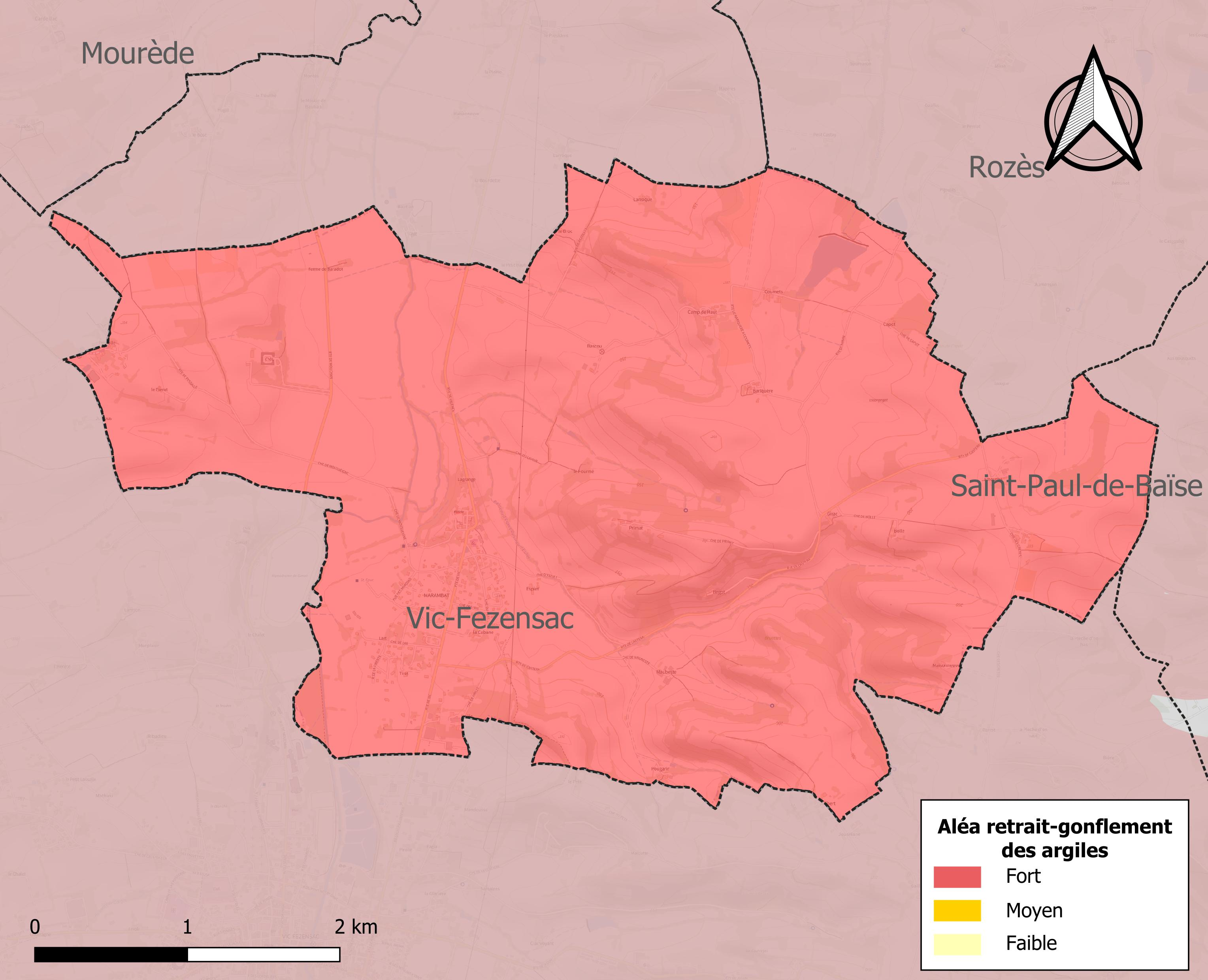
Carte des zones d'aléa retrait-gonflement des sols argileux de Marambat.

Le retrait-gonflement des sols argileux est susceptible d'engendrer des dommages importants aux bâtiments en cas d’alternance de périodes de sécheresse et de pluie. La totalité de la commune est en aléa moyen ou fort (94,5 % au niveau départemental et 48,5 % au niveau national). Sur les 202 bâtiments dénombrés sur la commune en 2019, 202 sont en aléa moyen ou fort, soit 100 %, à comparer aux 93 % au niveau départemental et 54 % au niveau national. Une cartographie de l'exposition du territoire national au retrait gonflement des sols argileux est disponible sur le site du BRGM,.
Par ailleurs, afin de mieux appréhender le risque d’affaissement de terrain, l'inventaire national des cavités souterraines permet de localiser celles situées sur la commune.
Concernant les mouvements de terrains, la commune a été reconnue en état de catastrophe naturelle au titre des dommages causés par la sécheresse en 1989, 1992, 2002, 2011, 2016 et 2019 et par des mouvements de terrain en 1999.

## Politique et administration
| Période                                  | Période  | Identité          | Étiquette | Qualité |
| ---------------------------------------- | -------- | ----------------- | --------- | ------- |
| 1965                                     | 1977     | Fernand Porterie  |           |         |
| 1977                                     | 2001     | Georges Conseil   |           |         |
| 2001                                     | 2020     | Alain Concil      | DVD       |         |
| 2020                                     | En cours | Sandrine Brossard |           |         |
| Les données manquantes sont à compléter. |          |                   |           |         |

## Démographie
| 1793 | 1800 | 1806 | 1821 | 1831 | 1841 | 1846 | 1851 | 1856 |
| ---- | ---- | ---- | ---- | ---- | ---- | ---- | ---- | ---- |
| 390  | 365  | 461  | 423  | 430  | 437  | 436  | 394  | 399  |

| 1861 | 1866 | 1872 | 1876 | 1881 | 1886 | 1891 | 1896 | 1901 |
| ---- | ---- | ---- | ---- | ---- | ---- | ---- | ---- | ---- |
| 367  | 335  | 349  | 330  | 324  | 331  | 301  | 287  | 253  |

| 1906 | 1911 | 1921 | 1926 | 1931 | 1936 | 1946 | 1954 | 1962 |
| ---- | ---- | ---- | ---- | ---- | ---- | ---- | ---- | ---- |
| 233  | 244  | 207  | 190  | 189  | 189  | 160  | 167  | 177  |

| 1968 | 1975 | 1982 | 1990 | 1999 | 2006 | 2007 | 2012 | 2017 |
| ---- | ---- | ---- | ---- | ---- | ---- | ---- | ---- | ---- |
| 184  | 210  | 281  | 315  | 327  | 373  | 380  | 455  | 442  |

| 2022 | - | - | - | - | - | - | - | - |
| ---- | - | - | - | - | - | - | - | - |
| 424  | - | - | - | - | - | - | - | - |

## Économie

### Revenus
En 2018  (données Insee publiées en septembre 2021), la commune compte 183 ménages fiscaux, regroupant 441 personnes. La médiane du revenu disponible par unité de consommation est de 21 560 € (20 820 € dans le département).

### Emploi
|                | 2008  | 2013  | 2018  |
| -------------- | ----- | ----- | ----- |
| Commune        | 5,4 % | 7,3 % | 9,7 % |
| Département    | 6,1 % | 7,5 % | 8,2 % |
| France entière | 8,3 % | 10 %  | 10 %  |

En 2018, la population âgée de 15 à 64 ans s'élève à 256 personnes, parmi lesquelles on compte 78,8 % d'actifs (69,1 % ayant un emploi et 9,7 % de chômeurs) et 21,2 % d'inactifs,. En  2018, le taux de chômage communal (au sens du recensement) des 15-64 ans est supérieur à celui du département, mais inférieur à celui de la France, alors qu'il était inférieur à celui du département et de la France en 2008.
La commune fait partie du pôle principal de l'aire d'attraction de Vic-Fezensac,. Elle compte 67 emplois en 2018, contre 67 en 2013 et 69 en 2008. Le nombre d'actifs ayant un emploi résidant dans la commune est de 182, soit un indicateur de concentration d'emploi de 37 % et un taux d'activité parmi les 15 ans ou plus de 55,9 %.
Sur ces 182 actifs de 15 ans ou plus ayant un emploi, 39 travaillent dans la commune, soit 22 % des habitants. Pour se rendre au travail, 91,7 % des habitants utilisent un véhicule personnel ou de fonction à quatre roues, 1,1 % les transports en commun, 2,8 % s'y rendent en deux-roues, à vélo ou à pied et 4,4 % n'ont pas besoin de transport (travail au domicile).

### Activités hors agriculture
21 établissements sont implantés  à Marambat au 31 décembre 2019. Le tableau ci-dessous en détaille le nombre par secteur d'activité et compare les ratios avec ceux du département,.
Le secteur du commerce de gros et de détail, des transports, de l'hébergement et de la restauration est prépondérant sur la commune puisqu'il représente 23,8 % du nombre total d'établissements de la commune (5 sur les 21 entreprises implantées  à Marambat), contre 27,7 % au niveau départemental.

### Agriculture
La commune est dans le Ténarèze, une petite région agricole occupant le centre du département du Gers, faisant transition entre lʼAstarac “pyrénéen”, dont elle est originaire et dont elle prolonge et atténue le modelé, et la Gascogne garonnaise dont elle annonce le paysage. En 2020, l'orientation technico-économique de l'agriculture  sur la commune est l'exploitation de grandes cultures (hors céréales et oléoprotéagineuses).
|               | 1988 | 2000 | 2010 | 2020 |
| ------------- | ---- | ---- | ---- | ---- |
| Exploitations | 22   | 11   | 9    | 11   |
| SAU (ha)      | 705  | 766  | 881  | 768  |

Le nombre d'exploitations agricoles en activité et ayant leur siège dans la commune est passé de 22 lors du recensement agricole de 1988  à 11 en 2000 puis à 9 en 2010 et enfin à 11 en 2020, soit une baisse de 50 % en 32 ans. Le même mouvement est observé à l'échelle du département qui a perdu pendant cette période 51 % de ses exploitations,. La surface agricole utilisée sur la commune a quant à elle augmenté, passant de 705 ha en 1988 à 768 ha en 2020. Parallèlement la surface agricole utilisée moyenne par exploitation a augmenté, passant de 32 à 70 ha.

## Culture locale et patrimoine

### Lieux et monuments
- Tour-Porte de Marambat
- Lavoir du Hourmé
- Croix de pierre monolithique à l'entrée du village
- Église Saint-Mathieu
- Château de Baradot

### Personnalités liées à la commune
Marambat a fourni deux maires à la commune de Vic-Fezensac, chef-lieu du canton. Tous deux étaient fils des forgerons du village. Le premier est le colonel d'Empire, Joseph Delom (1768'1826). Engagé volontaire dès 1792, il participe à de nombreuses campagnes, reçoit la Légion d'honneur et prend sa retraite en 1815 avant d'être élu maire de Vic en 1821. Le deuxième, Marc Castex (1914-2002), sénateur du Gers.

### Héraldique
| Blason de Marambat | Blason  | Écartelé : aux 1er et 4e d'argent à la tierce ondée abaissée d'azur accompagnée de deux tourteaux de gueules rangés en chef, aux 2e et 3e d'argent au lion de gueules, armé et lampassé d'azur. |
| Blason de Marambat | Détails | Adopté par la municipalité. |